# Королівська церква Святої Марії (Брюссель)
Церква Святої Марії, також Королівська церква Святої Марії та Собор Діви Марії (фр. Église Royale Sainte-Marie, нід. Koninklijke Sint-Mariakerk) — римсько-католицька парафіяльна церква, розташована на Королівській площі в комуні Схарбек Брюссельського столичного регіону в Бельгії.

## Історія
Церкву побудовано в стилі «еклектика», поєднуючи впливи візантійської і римської архітектури. Проект належить архітектору Луї ван Оверстратену. Будівництво споруди розпочалося в 1845 році і закінчилося в 1885 році.